# Cinco Vilas e Reigada
Cinco Vilas e Reigada (oficialmente: União das Freguesias de Cinco Vilas e Reigada) é uma freguesia portuguesa do município de Figueira de Castelo Rodrigo, com 41,59 km² de área e 321 habitantes (censo de 2021). A sua densidade populacional é 7,7 hab./km².

## História
Foi constituída em 2013, no âmbito de uma reforma administrativa nacional, pela agregação das antigas freguesias de Cinco Vilas e Reigada que é a sede.

## Demografia
A população registada nos censos foi:
| Distribuição da População por Grupos Etários | Distribuição da População por Grupos Etários | Distribuição da População por Grupos Etários | Distribuição da População por Grupos Etários | Distribuição da População por Grupos Etários | Distribuição da População por Grupos Etários |
| -------------------------------------------- | -------------------------------------------- | -------------------------------------------- | -------------------------------------------- | -------------------------------------------- | -------------------------------------------- |
| Antes da agregação                           |                                              |                                              |                                              |                                              |                                              |
| Ano                                          | 0-14 anos                                    | 15-24 anos                                   | 25-64 anos                                   | >= 65 anos                                   | Total                                        |
| 2001                                         | 48                                           | 54                                           | 211                                          | 138                                          | 451                                          |
| 2011                                         | 39                                           | 35                                           | 196                                          | 127                                          | 397                                          |
| Após a agregação                             |                                              |                                              |                                              |                                              |                                              |
| Ano                                          | 0-14 anos                                    | 15-24 anos                                   | 25-64 anos                                   | >= 65 anos                                   | Total                                        |
| 2021                                         | 24                                           | 22                                           | 141                                          | 134                                          | 321                                          |